# Colin Davis
För andra betydelser, se Colin Davis (olika betydelser).

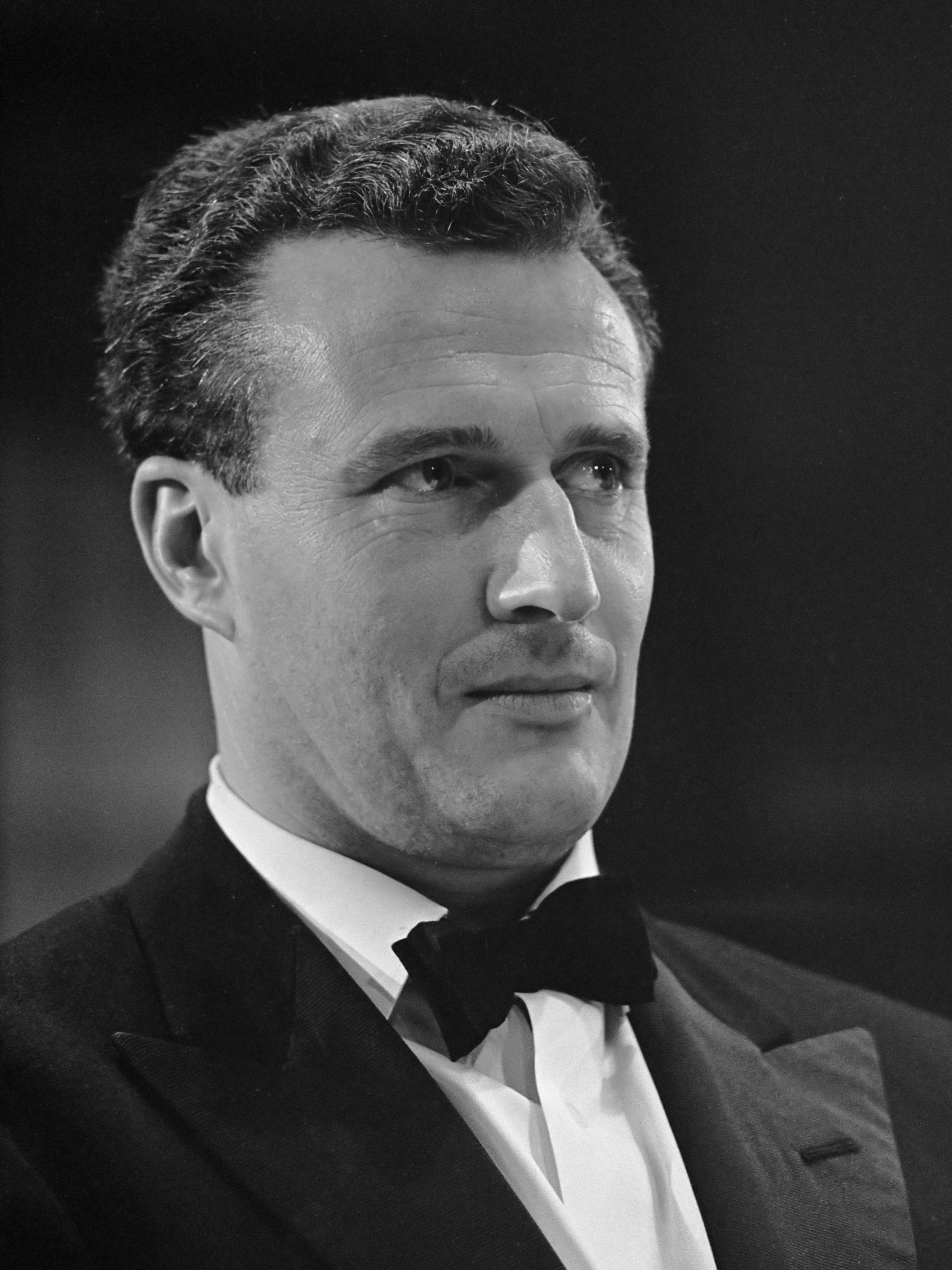
Sir Colin Davis, 1967.

Colin Rex Davis, född  25 september 1927 i Weybridge, Surrey, död 14 april 2013 i London, var en internationellt känd brittisk dirigent.
Davis studerade klarinett vid Royal College of Music i London. Eftersom han inte spelade piano fick han inte studera dirigering, men han bildade en elevorkester  (Kalmar Orchestra) som han ofta dirigerade.
Mot slutet av 1950-talet började han dirigera BBC Scottish Orchestra. Hans första uppmärksamma uppträdande var när han hoppade in för en sjuk Otto Klemperer för Wolfgang Amadeus Mozarts opera  Don Giovanni vid Royal Festival Hall år 1959. Ett år senare hoppade han in för en annan stordirigent Thomas Beecham, då i Mozarts Trollflöjten vid Glyndebourne.
Under 1960-talet arbetade han vid Sadler's Wells Opera, London Symphony Orchestra och vid BBC Symphony Orchestra. År 1971, och fram till 1996, efterträdde han Georg Solti som ledare för Royal Opera House, vid Covent Garden. Han har också arbetat hos Bayerska Radions symfoniorkester, Boston Symphony Orchestra och London Symphony Orchestra.
Colin Davis gjorde sig känd för popularisering av Hector Berlioz-verk och för uppmärksammade tolkningar av dennes och Sibelius musik. Han har också förespråkat Michael Tippetts verk och uruppförde The Knot Garden (1970), The Ice Break (1977) och The Mask of Time (1984). 
År 1977 och 1978 som förste brittiske dirigent uppträdde han vid de wagnerska Bayreuthfestspelen med operan Tannhäuser.
Davis adlades av Elizabeth II år 1980.